# Peršamajski raën
Il Peršamajski raën (distretto del primo maggio, in bielorusso: Першамайскі раён) è uno dei raën in cui è suddivisa la capitale bielorussa di Minsk.